# Dicranomyia titicacana
Dicranomyia titicacana är en tvåvingeart som först beskrevs av Alexander 1945.  Dicranomyia titicacana ingår i släktet Dicranomyia och familjen småharkrankar. Inga underarter finns listade i Catalogue of Life.